# La Bazeuge
La Bazeuge är en kommun i departementet Haute-Vienne i regionen Nouvelle-Aquitaine i västra Frankrike. Kommunen ligger i kantonen Le Dorat som tillhör arrondissementet Bellac. År 2022 hade La Bazeuge 144 invånare.

## Befolkningsutveckling
Antalet invånare i kommunen La Bazeuge
| Referens: INSEE |